# Vereinigung der Deutschen Ästhetisch-Plastischen Chirurgen
Der  Vereinigung der Deutschen Ästhetisch-Plastischen Chirurgen (VDÄPC) ist mit 120 Mitgliedern die größte Fachgesellschaft der Ästhetischen Chirurgen in Deutschland. Sitz der Gesellschaft ist Berlin.

## Aufnahmekriterien
Um bei der VDÄPC aufgenommen zu werden, müssen Ärzte eine Weiterbildung zum Facharzt für Plastische und Ästhetische Chirurgie vorweisen. Des Weiteren müssen mindestens drei Mitglieder des VDÄPC die Mitgliedschaft befürworten und eine Mitgliedschaft bei dem DGPRÄC vorliegen.
Werden diese Voraussetzungen erfüllt, ist der Arzt ein ordentliches Mitglied der Gesellschaft. Ärzte, die sich noch in der Facharztausbildung befinden und eine Mitgliedschaft anstreben, oder die Voraussetzung nicht erfüllen, sind assoziierte Mitglieder.
Mitglieder des VDÄPC sind verpflichtet, sich kontinuierlich weiterzubilden, um das fachliche Wissen und die praktischen Fertigkeiten auf einem konstant hohem Niveau zu halten.

## Funktion
Der VDÄPC legt Qualitätsstandards in der Plastischen und Ästhetischen Chirurgie fest und sichert deren Einhaltung. Zudem fördert die Vereinigung die Plastische und Ästhetische Chirurgie in Deutschland wissenschaftlicher und praktischer Hinsicht. Patienten haben die Möglichkeit, sich bei dem VDÄPC über Fachärzte und Behandlungsmöglichkeiten zu informieren.